# جون فالنتاين (لاعب كرة قاعدة)
جون فالنتاين (بالإنجليزية: John Valentine)‏ هو لاعب كرة قاعدة أمريكي، ولد في 21 نوفمبر 1855 في بروكلين في الولايات المتحدة، وتوفي في 10 أكتوبر 1903 في سنترال آيسلب في الولايات المتحدة.

## وصلات خارجية
- جون فالنتاين على موقعبيزبول رفرنس.كوم (الدوري الرئيسي) (الإنجليزية)
- جون فالنتاين على موقعبيزبول رفرنس.كوم (الدوري الثانوي) (الإنجليزية)